# Пол Манту
Пол Манту̀ (на френски: Paul Mantoux) е френски историк.
Роден е на 14 април 1877 година в Париж в еврейско семейство. Завършва Екол нормал, след което работи в областта на стопанската история, най-вече на Индустриалната революция във Великобритания, от 1912 година преподава в Лондонския университет. По време на Първата световна война е преводач, включително в дипломатически мисии и по време на Парижката мирна конференция. През 1927 година участва в създаването на Висшия институт за международни изследвания в Женева, който оглавява до 1951 година.
Пол Манту умира на 14 декември 1956 година в Париж.